# Marie-Isabelle Lomba
Marie-Isabelle Lomba (Charleroi, 17 augustus 1974) is een voormalig Belgisch judoka. Op de Olympische Zomerspelen 1996 won ze een bronzen medaille in de categorie -56kg. Ze werd in totaal 7 keer Belgisch kampioen.

## Erelijst
2003
- Belgische kampioenschappen (in Charleroi) -57kg

2002
- Belgische kampioenschappen (in Charleroi) -57kg
- Super A-Toernooi van Moskou -57kg

2001
- Europese kampioenschappen per team (in Madrid) -57kg
- 7e Wereldkampioenschappen (in Munich) -57kg
- Belgische kampioenschappen (in Charleroi) -57kg

2000
- Europese kampioenschappen per team (in Aalst) -57kg
- 7e Europese kampioenschappen (in Wrocław) -57kg
- Grand Prix Van Rotterdam -57kg
- Belgische kampioenschappen (in Aalst) -57kg

1999
- Europese kampioenschappen per team (in Istanbul) -57kg

1998
- Wereldkampioenschappen per team (in Minsk) -57kg

1997
- Europese kampioenschappen per team (in Rome) -56kg
- 5e Wereldkampioenschappen (in Parijs) -56kg
- Europese kampioenschappen (in Oostende) -56kg
- Nederlandse Open World Cup (in 's-Hertogenbosch) -56kg
- Belgische kampioenschappen (in Herentals) -56kg

1996
- Olympische Spelen (in Atlanta) -56kg
- 5e Wereldkampioenschappen (in Tokyo) -56kg

1995
- Nederlandse Open (in 's-Hertogenbosch) -56kg
- Belgische kampioenschappen (in Etterbeek) -56kg

1994
- Europese kampioenschappen per team (in Den Haag) -56kg
- World Cup van Warschau -56kg
- Belgische kampioenschappen (in Etterbeek) -56kg

1993
- Belgische kampioenchappen (in Etterbeek) -60kg

1992
- 5e Europese kampioenschappen voor junioren (in Jerusalem) -61kg
- Belgische kampioenschappen voor junioren (in Etterbeek) -61kg
- Belgische kampioenschappen (in Etterbeek) -61kg

1990
- Belgische kampioenschappen voor beloften (in Etterbeek) -56kg

1989
- Belgische kampioenschappen voor beloften (in Etterbeek) -48kg	3